# Золінза
Золі́нза, також вориноста́т — лікувальний препарат, інгібітор гістондеацетилази. Це перший препарат, який був схвалений для лікування шкірної Т-клітинної лімфоми.
Вориностат виробляє і продає компанія Merck під торговою назвою «Zolinza» як препарат для лікування Т-клітинної лімфоми, що має прогресуючий, стійкий або рецидивний характер під час системної терапії. Лікарська форма — таблетки, що містять 100 мг діючої речовини.
Станом на 2019 рік ціна препарату в США становить $119,43 за одну таблетку, або $15,532.34 за упаковку зі 120 таблеток.

## Механізм дії
Вориностат є потужним інгібітором гістондеацетилаз (HDAC) — HDAC1, HDAC2 і HDAC3 (клас I), а також HDAC6 (клас II). Ці ферменти каталізують відщеплення ацетильної групи від лізинових залишків білків, в тому числі гістонів і білків-факторів транскрипції. Протипухлинна активність вориностата обумовлена пригніченням активності HDAC з подальшим накопиченням ацетильованих білків, включаючи гістони. Ацетилювання гістонів супроводжується транскрипційною активацією генів, в тому числі генів-супресорів пухлин, а їх експресія, в свою чергу, індукує апоптоз клітин і придушення пухлинного росту.

## Захворювання при яких використовується даний препарат
- Гострий мієлобластний лейкоз
- Хронічний мієлоцитарний лейкоз
- Шкірна Т-клітинна лімфома
- Дифузна В-клітинна лімфома
- Фолікулярна лімфома
- Лімфогранулематоз
- Множинна мієлома
- Мієлодиспластичний синдром

## Виноски
1. ↑  Zolinza (PDF). Архів оригіналу (PDF) за 2 жовтня 2016. Процитовано 22 червня 2019.
2. ↑  Zolinza 100 mg Price Comparisons - Online Pharmacies and Discount Coupons. Архів оригіналу за 22 червня 2019. Процитовано 22 червня 2019.
3. ↑  Guang Hu, Paul A. Wade (4 травня 2012). NuRD and Pluripotency: A Complex Balancing Act. cell.com.